# Missing Links, Vol. 2: Big City After Dark
Missing Links, Vol. 2: Big City After Dark je kompilační album amerického rockového kytaristy Linka Wraye, vydané v roce 1990. Jedná se o druhé ze čtyř alb s podobným názvem, první je Missing Links, Vol. 1: Hillbilly Wolf, třetí Missing Links, Vol. 3: Some Kinda Nut a čtvrté Missing Links, Vol. 4: Streets of Chicago.

## Seznam skladeb
1. "Big City After Dark" (Wray, Wray) – 2:52
2. "Dance Contest" (Cooper, Wray) 1:56
3. "Walkin' Down the Street Called Love #1" (Wray) – 2:23
4. "The Bad and the Good" (Wray) – 2:32
5. "Hold It" (Butler, Scott) – 2:16
6. "The Outlaw" (Cooper, Wray) – 2:13
7. "Baby, What You Want Me to Do" (Reed) – 2:16
8. "Rawhide '63" (Grant, Wray) – 1:59
9. "Night Life" (Scearce, Wray) – 2:12
10. "Big City Stomp" (Wray) – 2:21
11. "Rumble Rock" (Wray) – 3:19
12. "I'm So Lonesome I Could Cry" (Williams) – 3:08
13. "The Stranger" (Wray) – 2:12
14. "Link's Boogie" (Wray) – 4:23
15. "Hard Headed Woman" (Demetrius) – 2:01
16. "Roughshod" (Cooper, Wray) – 2:06
17. "I Want You, I Need You, I Love You" (Kosloff, Mysels) – 2:52
18. "The Thrill of Your Love" (Bobrick, Ross) – 2:10
19. "Walkin' Down the Street Called Love #2" – 2:13
20. "Lucille" (Collins, Little Richard) – 3:09
21. "Street Fighter" (Wray) – 3:16
22. "Slow Drag" – 2:27